# Mariano Grau
Mariano Grau Sanz (Madrid, 1909-Segovia, 1986) fue un poeta, ensayista, dramaturgo, historiador y académico español, vinculado a la ciudad Segovia, de la que fue cronista oficial desde 1979 hasta su fallecimiento.

## Biografía
Habría nacido en Madrid. La familia de Mariano Grau se instaló en Segovia cuando él tenía tres años. Desde entonces, toda su vida giró en torno esa ciudad castellana. Tras cursar los estudios de maestro en la Normal segoviana, accedió a una plaza de funcionario en el ayuntamiento de la localidad. En aquellos años, se sumó a la tertulia de San Gregorio reunida de un modo informal en el taller del ceramista Fernando Arranz. En ella se gestó la Universidad Popular —que vería la luz en 1919—, en la que Grau participaría con generosidad junto a un nutrido grupo de inquietos artistas, intelectuales y poetas, desde Antonio Machado, al que le unió gran amistad, o Blas Zambrano, hasta los más jóvenes como Mariano Quintanilla o el escultor Emiliano Barral y el periodista Ignacio Carral.
Con solo veintiún años, en 1930, Mariano Grau presentó su primera obra ante los contertulios, Segovia en tecnicolor, donde se adentraba en tono cinematográfico por las heridas causadas por un rayo en la torre de la iglesia del barrio de San Esteban. Aquel guiño al entonces naciente séptimo arte (casi desconocido en Segovia donde, en aquel momento, no se había proyectado todavía película sonora alguna), resultó un éxito. Ya en los años 1930 su vinculación con el grupo de San Gregorio se fortaleció. Al inicio de la Segunda República, Grau participó en las Misiones Pedagógicas, y en 1934 fue nombrado profesor en la Universidad Popular y publicó su primer libro de poemas, Dintel.
La Guerra Civil (1936-1939) diezmó aquel grupo intelectual con la muerte, la cárcel o el exilio, que sólo en parte pudo reponerse con el transcurso de los años y el empeño de quienes, como Mariano Grau, sobrevivieron gracias a una religiosidad bien vista por la dictadura. Aprovechó su vivo interés por la historia para indagar en la propia de la ciudad segoviana, dando por fortuna en el archivo local con el conocido documento donde un escribano realizó en 1474 la crónica de la proclamación de Isabel como reina de Castilla. 
Grau continuó sus trabajos de investigación (en especial sobre los siglos XV al XVIII), cuyos resultados publicaba con asiduidad en revistas especializadas, en parte recogidos en Polvo de Archivos (1951, 1967 y 1971). También realizó incursiones en el teatro con varias obras, todas ellas de temática religiosa, lo que le permitió la publicación sin mayores problemas de censura en los años 1940: María del Salto, Milagro en la sinagoga y Puente del Diablo; también publicó la primera guía local, La Ciudad de Segovia: itinerario-guía (1947 y 1951).
Cronista oficial de Segovia desde 1979, además de las obras citadas, cabe mencionar: Yermo florido (1943, novela), El teatro en Segovia (1958) y El cincuenta aniversario de la Universidad Popular (1970, ensayo). En 1960 ingresó como académico en la Real Academia de Historia y Arte de San Quirce, heredera de la antigua Universidad Popular, y de la que fue nombrado después secretario perpetuo.